# Miguel López Bravo

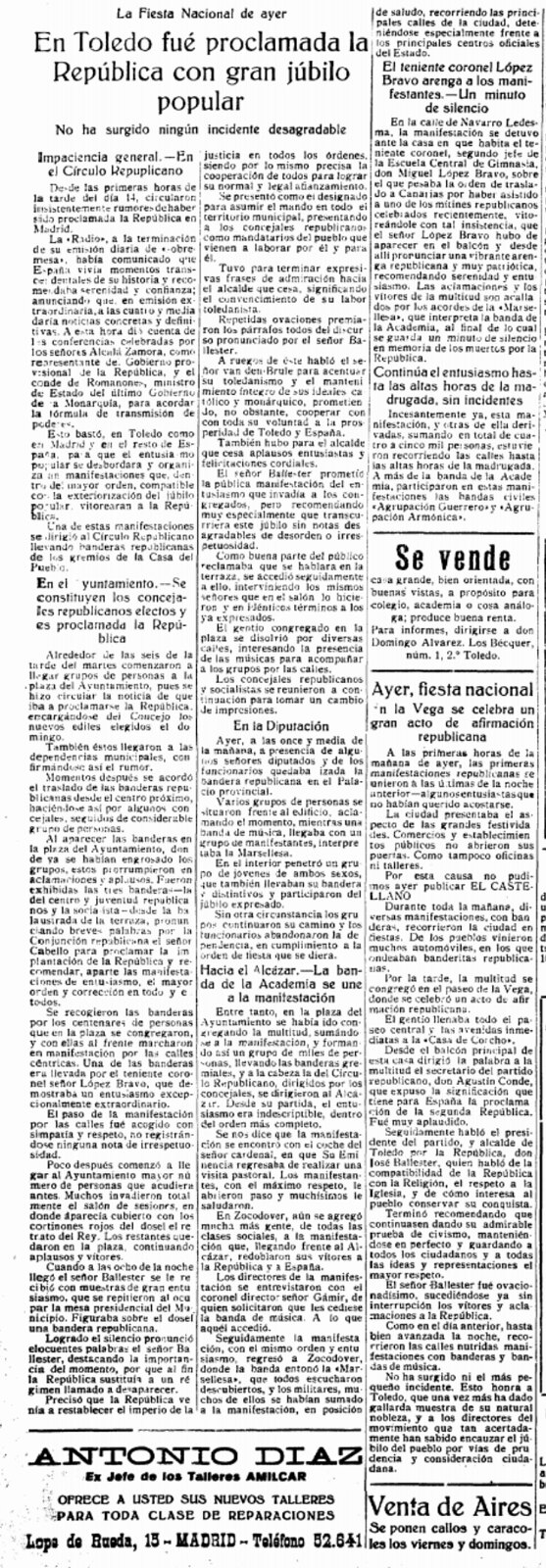
Recorte del diario El Castellano de Toledo, 15 de abril de 1931.

Miguel López-Bravo y Giraldo ( Yepes, provincia de Toledo, c. 1896 - Madrid, 14 de octubre de 1935) fue un militar español. Segundo director de la Academia de Infantería de Toledo entre 1932 y 1935, alcanzó la graduación de Teniente coronel del Ejército español.

## Biografía
López-Bravo estuvo casado con Teresa Romero Sisto y del matrimonio nacieron dos hijos, Miguel y Teresa. Fue hermano de César, Mercedes, Lucrecia y Adoración López-Bravo Giraldo.

## Trayectoria
Participó en la campaña de Marruecos entre 1920 y 1924, luchando contra los rebeldes acaudillados por Muley Ahmed al-Raisuli y Abd-el-Krim. Entre otras muchas acciones, tomó parte en la Ocupación de Xauen. Fue ascendido a Teniente coronel junto a los coroneles José Varela Iglesias y Fernando Capaz Montes en abril de 1929 por hechos de guerra y operaciones de campaña durante la guerra del Rif.

### Segunda República
El 14 de abril de 1931 se proclamó la Segunda República Española. López Bravo residía en Toledo. Ese día, la multitud acudió en masa al domicilio del teniente coronel Miguel López Bravo, sobre el que pesaba una orden de traslado a Canarias por el simple hecho de haber acudido a un mitin republicano. El militar lanzó unas palabras de apoyo y tranquilidad a las masas.
A modo de ejemplo de su prestigio republicano, en un incidente ocurrido el 6 de octubre de 1932, en una fiesta celebrada en el Casino de Clases de Tetuán a la que asistía el alto comisario Luciano López Ferrer, un brigada, Esteban Carrillo Blas, interrumpió varias veces los discursos que pronunciaban las autoridades, requiriendo que en el acto hablara también el teniente coronel López Bravo, militar al mando del Batallón de Cazadores de Ceriñola, con base en Tetuán, que era definido por el organizador del incidente como «el teniente coronel del pueblo».
Falleció en el Hospital Militar de Carabanchel el 14 de octubre de 1935, a los 39 años de edad. La nota de prensa añadía: 

El finado se distinguió notablemente en la guerra de Marruecos y era un ferviente republicano, siendo el que proclamó la República en Toledo.

El cadáver fue trasladado a Yepes, donde recibió sepultura.